# Jan V. (papež)
Jan V. (??, Antakya – 2. srpna 686 Řím) byl papežem od 23. července 685 až do své smrti.